# بطولة الأمم الست 2009
بطولة الأمم الستة 2009 (بالإنجليزية: 2009 Six Nations Championship)‏ هو الموسم 115 من بطولة الأمم الستة، . أشرف على تنظيمه Six Nations Rugby Ltd ‏، وكان عدد الأندية المشاركة فيه 6، وفاز فيه منتخب أيرلندا الوطني لاتحاد الرغبي.